# Фианна Файл
Фианна Файл (ирл. Fianna Fáil (дословно — «Солдаты Судьбы»), произн. [ˌfʲiənə ˈfɔːlʲ]), официальное название — Фианна Файл - Республиканская партия (ирл.  Fianna Fáil – An Páirtí Poblachtánach, англ. Fianna Fáil – The Republican Party) — консервативно-либеральная политическая партия в Республике Ирландия.
В 1932—2011 и вновь с 2020 крупнейшая партия в Дойл Эрэн (Палата представителей Ирландии). На выборах 2011 года заняла третье место. На выборах 2020 года заняла первое место по количеству полученных мест.

## История
Партия Фианна Файл была основана 23 марта 1926 года бывшим президентом Ирландии Имоном де Валера после раскола в движении ирландских националистов «Шинн Фейн», который последовал за англо-ирландским соглашением. Де Валера и его сторонники выступили против договора, который обеспечивал Ирландскому свободному государству статус доминиона под управлением британской короны, и развязали гражданскую войну в ходе которой бойцы ирландской республиканской армии, под командованием Лайама Линча совершали нападения на административные здания и отряды правительственных войск. Конфликт продолжался около года (1922—1923) и унес жизни, по разным оценкам, от трёх до четырёх тысяч человек. После его завершения Де Валера совместно с Шоном Лемассом, Шоном О’Келли и Патриком Ратлиджем основали новую партию, которая чуть позже (2 апреля) получила название «Фианна Файл», что в переводе с гэльского означает «солдаты судьбы». Её первым лидером стал Де Валера, и лишь в 1959 году его сменил Шон Лемасс.

## Лидеры
| Лидер             | Период    |
| ----------------- | --------- |
| Имон де Валера    | 1926—1959 |
| Шон Лемасс        | 1959—1966 |
| Джек Линч         | 1966—1979 |
| Чарльз Хоги       | 1979—1992 |
| Альберт Рейнольдс | 1992—1994 |
| Берти Ахерн       | 1994—2008 |
| Брайан Коуэн      | 2008—2011 |
| Майкл Мартин      | с 2011    |

## Идеология
Фианна Файл считается центристской и популистской партией, придерживающейся принципов республиканизма, заложенных отцом-основателем «Шинн Фейн» Артуром Гриффитом.